# Рзнић
Рзнић (алб. Irzniq) је насељено место у општини Дечани, на Косову и Метохији. Према попису становништва из 2011. у насељу је живело 1.739 становника.

## Положај
Атар насеља се налази на територији катастарских општина Рзнић I површине 612 ha и Рзнић II површине 3226 ha. Село је смештено на десној обали Дечанске Бистрице.

## Историја
Село се први пут помиње у дечанским хрисовуљама 1330. године, као насеље са 38 српских кућа. Године 1485, према турском попису, тај број се смањио на 20 српских домаћинстава. До друге половине 19. века у Рзнићу су стајале развалине српске цркве Св. Срђа и Вакха. Од материјала ове цркве сазидана је садашња сеоска џамија.

## Становништво
Према попису из 2011. године, Рзнић има следећи етнички састав становништва:
| Националност | 2011.          |
| Албанци      | 1.725 (99,19%) |
| Ашкалије     | 5 (0,29%)      |
| недоступно   | 9 (0,52%)      |
| Укупно       | 1.739          |

| Демографија | Демографија | Демографија |
| Година      | Становника  | Становника  |
| ----------- | ----------- | ----------- |
| 1948.       | 646         |             |
| 1953.       | 709         |             |
| 1961.       | 887         |             |
| 1971.       | 1.021       |             |
| 1981.       | 1.431       |             |
| 1991.       | 1.779       |             |
| 2011.       | 1.739       |             |

## Познате личности
- Оливер Ивановић, српски политичар и економиста